# Москвариум
Центр океаногра́фии и морско́й биоло́гии «Москва́риум» — действующий океанариум, построенный в Москве на территории ВДНХ и расположенный у павильона «Космос». Комплекс был построен в рамках программы реставрации и комплексного развития ВДНХ. Открыт 5 августа 2015 года. Общая площадь комплекса составляет 53 000 м2.

## Строительство
Строительство океанариума началось зимой 2013 года на территории ВДНХ в зоне «Растениеводство» на месте бывших теплиц. Заказчиком выступало ООО «Возрождение ВВЦ», а основными инвесторами являлись миллиардеры Год Нисанов и Зарах Илиев. 9 июля 2015 года Мосстройнадзор выдал документы, разрешающие возведение объекта, спустя несколько дней — документы о вводе в эксплуатацию. По словам бизнесмена Аркадия Ротенберга, он инвестировал в проект около 250—270 млн рублей. Торжественное открытие «Москвариума» состоялось 5 августа того же года. Накануне объект посетили мэр Москвы Сергей Собянин и президент России Владимир Путин.

## Описание

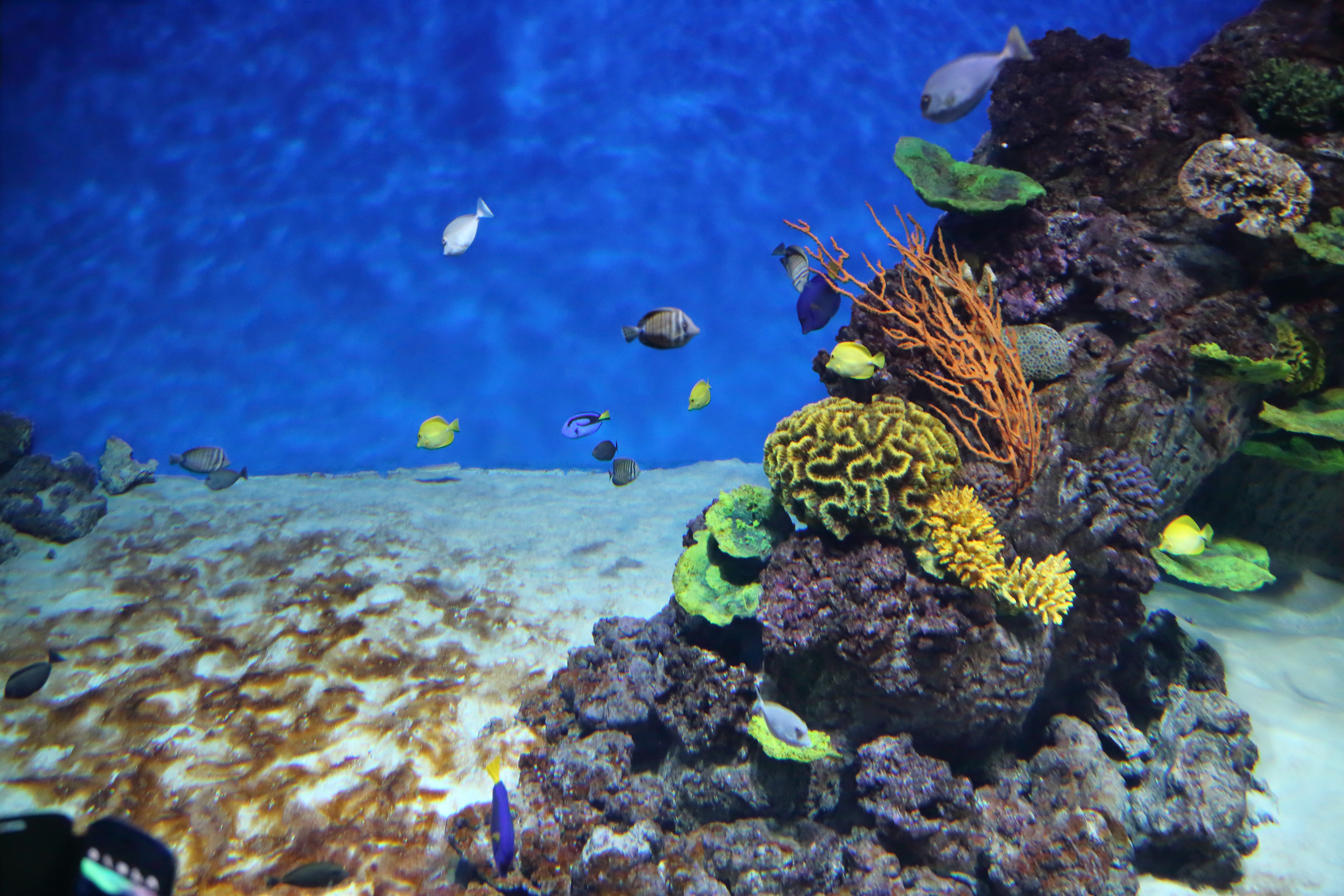
Аквариум в павильоне «Москвариум», 2015 год

Здание общей площадью 53 000 м2 включает три зоны: площадку для аквариумов и водных шоу, а также центр плавания с дельфинами. На нулевом этаже располагаются 80 аквариумов площадью 12 000 м2 с более чем 600 видами различных рыб и животных. Экспозиция делится на тематические зоны: пресные и морские воды России, водоёмы Южной Америки и Африки, рифовый зал и другие. Также в зоне аквариумов находится контактный бассейн, позволяющий посетителям прикоснуться к животным. Одновременно выставку могут посетить 1200 человек. Зрительный зал в зоне водных шоу вмещает до 2300 зрителей. Для плавания с дельфинами открыты семь бассейнов. Среди обитателей океанариума такие животные, как киты-косатки, дельфины, киты-белухи, байкальские нерпы, акулы, осьминоги, морские звёзды, скаты, мурены, различные водные растения, актинии и кораллы, медузы, морские коньки, крокодилы, черепахи, ракообразные и большое количество морских и пресноводных рыб.
Общий объём воды в «Москвариуме» составляет 25 000 м³. Для запуска океанариума потребовалось более 700 тонн морской соли из Японского и Охотского морей. Для поддержания уровня солёности воды ежемесячно требуется около 80 тонн соли. Вода и воздух очищаются с помощью 47 инженерных систем. Полный цикл очистки вода проходит за четыре часа. Химический состав, температура и другие параметры воды контролируются автоматически. Основным видом деятельности ООО «Возрождение ВВЦ» является деятельность зоопарков. «Москвариум» описывается как «не только место для отдыха, но и познавательная площадка с исключительными условиями для научной работы по изучению биоразнообразия морей». В центре регулярно проводятся тематические конференции по морской биологии, в том числе международные, где с докладами так же выступают и сотрудники океанариума. Помимо прочего, Москвариум является одним из главных партнёров Всероссийской научной школы «Плавучий Университет», которая охватывает комплекс дисциплин по исследованию океана. Ключевой идеей школы является подготовка студентов к длительным научным морским экспедициям под наставничеством российских ученых.

## Жестокое содержание животных
В конце 2013 года на территории ВДНХ появились промышленные цистерны. Активисты центра защиты прав животных «Вита» стали получать сообщения от граждан, что в цистернах могут находиться косатки. После чего зоозащитники написали заявление в полицию о проверке данного факта, поскольку содержание дельфинов в подобных условиях недопустимо. Также активисты составили петицию с требованием отпустить животных на волю. В результате полицейской проверки в конце октября 2016-го майор полиции В. Степин сказал: «Косатки содержатся в специализированных бассейнах, их рацион состоит из двенадцати видов рыб, для каждого животного ведется журнал здоровья, с двумя животными работают пять тренеров и семь ветеринаров». Однако подобное содержание крупных млекопитающих вызывало вопросы у экологов и зоозащитников. Владелец животных сообщил о невозможности выпустить их на волю, так как это приведёт к гибели дельфинов. В конце декабря 2014 года киты были перемещены из резервуаров в построенный океанариум. Активистам центра «Вита» отказали в возбуждении уголовного дела по статье о жестоком обращении с животными.
8 января 2023 года в возрасте 17 лет от заворота кишечника скончалась косатка Нарния, находившаяся в океанариуме с момента его строительства. Несмотря на доводы активистов о том, что в дикой природе самцы якобы в среднем доживают до 50 лет, а самки — до 80, информация не подтверждается исследованиями по тихоокеанским косаткам. Данные о средней продолжительности жизни плотоядных (транзитных) косаток Охотского моря, к популяции которых относятся косатки Москвариума, отсутствуют. Кроме того, заворот кишок нередко документируется во время патологоанатомического анализа павших китообразных как в дикой природе, так и в искусственных условиях. Соответственно, факт неоказания или же оказания некачественного ухода и ветеринарной помощи, предположительно приведшего к ранней смерти животного, не может быть установлен без публикации документальных свидетельств истории болезни животного и подробных результатов вскрытия для последующей оценки качества содержания независимыми экспертами.
По информации научно-практического центра защиты морских млекопитающих «Орцинус», в этом океанариуме погибли свыше десятка китообразных и других млекопитающих, однако информация не имеет документального подтверждения и строится на доводах неизвестных источников.

## Фотогалерея

Центр океанографии и морской биологии «Москвариум»
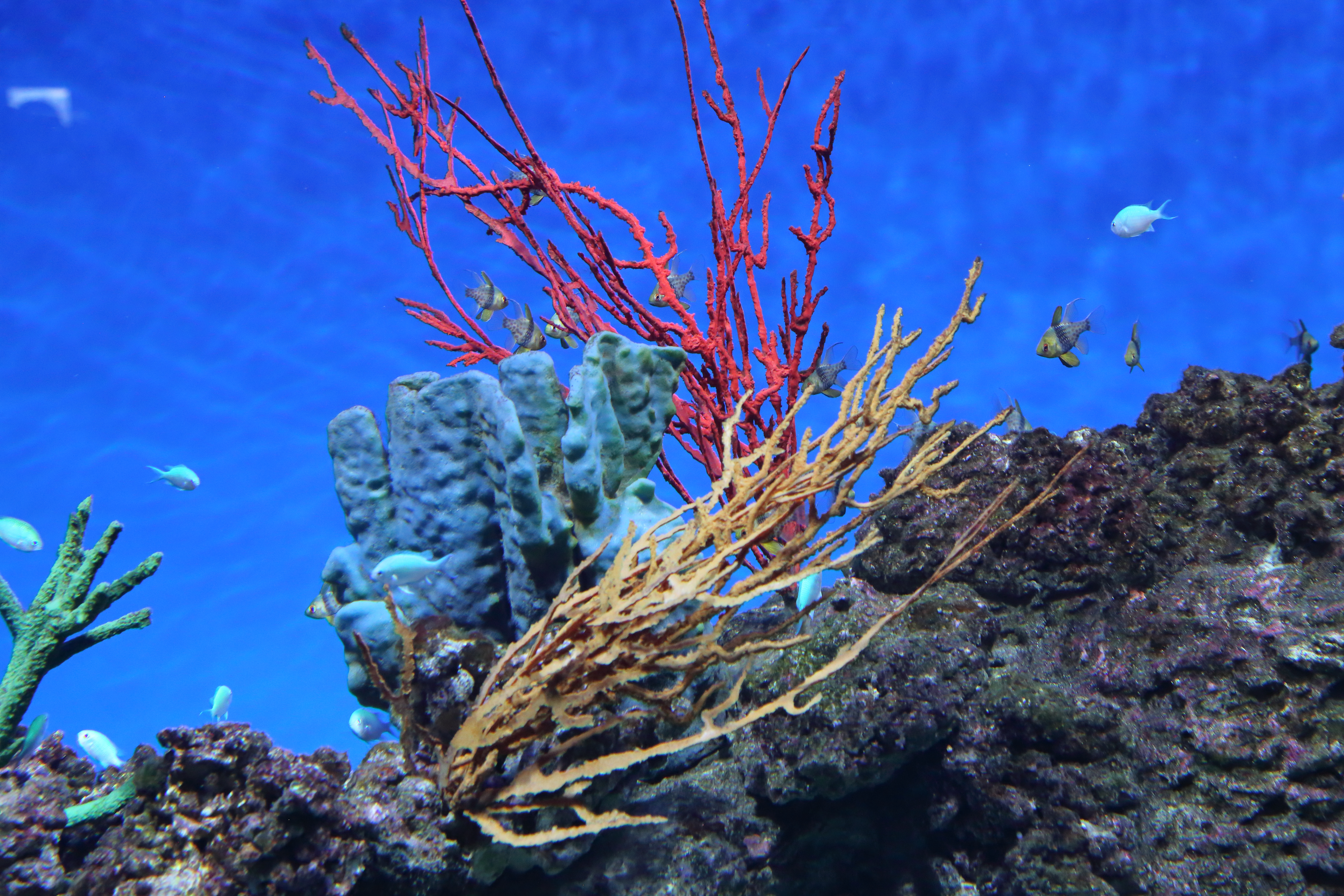
Аквариум в павильоне «Москвариум», 2015 год
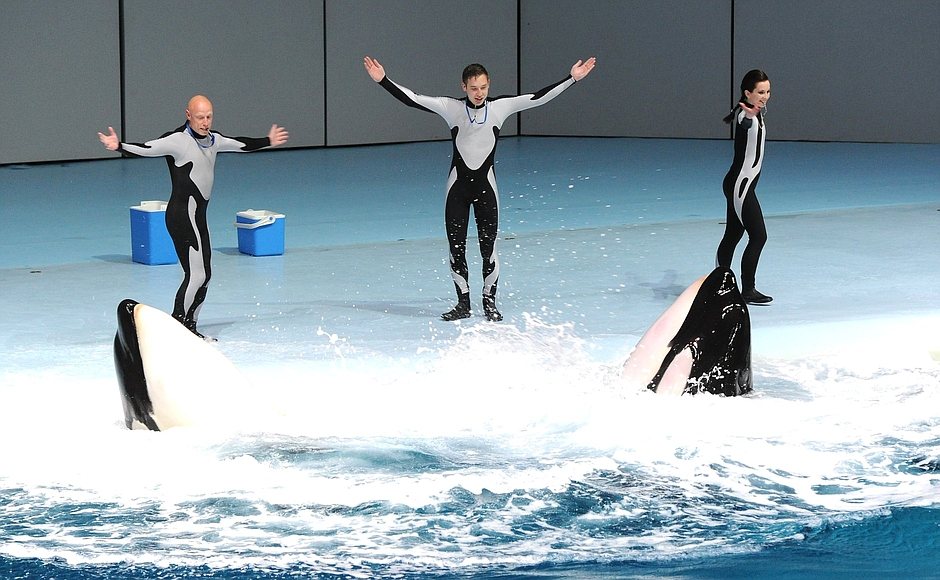
Водное шоу, 2015 год
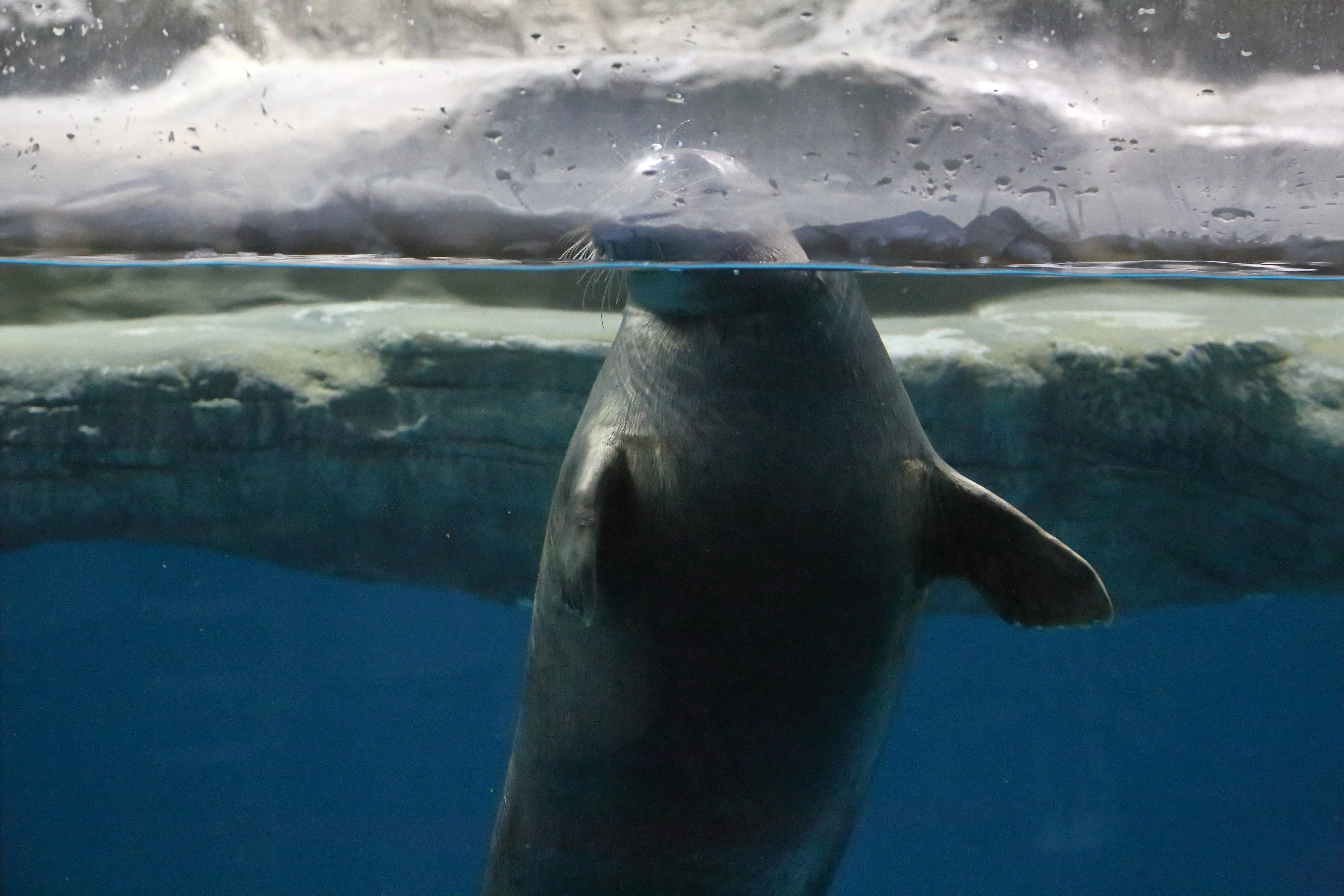
Байкальская нерпа в «Москвариуме», 2015 год